# Hieracium caniphyllum
Hieracium caniphyllum es una especie de planta con flor del género Hieracium, de la familia Asteraceae, orden Asterales.

## Distribución
Hieracium caniphyllum se distribuye por Noruega.

## Taxonomía
Fue descrita científicamente por Notø. Fue publicada en Tromsø Mus. Aarsh. 31-32: 45.